# Mohamed Abdel Monsef
Mohamed Abdel Monsef (árabe: محمد عبد المنصف) (nascido 6 de fevereiro de 1977) é um futebolista egípcio joga na posição de goleiro atualmente defende a equipe do Al-Zamalek e a Seleção Egípcia de Futebol.

## Carreira
Monsef representou o elenco da Seleção Egípcia de Futebol no Campeonato Africano das Nações de 2008.

## Títulos
Seleção Egípcia
- Campeonato Africano das Nações: 2006 e 2008.